# Frankfurt-Phase
| Glaziale/ Interglaziale | Stadiale/ Interstadiale | Zeitraum (v. Chr.) |
| ----------------------- | ----------------------- | ------------------ |
| Weichsel- Spätglazial   |                         |                    |
| Jüngere Dryaszeit       | 10.730–09.700           |                    |
| Alleröd-Interstadial    | 11.400–10.730           |                    |
| Ältere Dryaszeit        | 11.590–11.400           |                    |
| Bölling-Interstadial    | 11.720–11.590           |                    |
| Älteste Dryaszeit       | 11.850–11.720           |                    |
| Meiendorf-Interstadial  | 12.500–11.850           |                    |
| Weichsel- Hochglazial   |                         |                    |
| Mecklenburg-Phase       | 15.000–13.000           |                    |
| Pommern-Phase           | 18.200–15.000           |                    |
| Lascaux-Interstadial    | 19.000–18.200           |                    |
| Laugerie-Interstadial   | 21.500–20.000           |                    |
| Frankfurt-Phase         | 22.000–20.000           |                    |
| Brandenburg-Phase       | 24.000–22.000           |                    |
| Tursac-Interstadial     | 27.000–25.500           |                    |
| Maisières-Interstadial  | 30.500–29.500           |                    |
| Denekamp-Interstadial   | 34.000–30.500           |                    |
| Huneborg-Stadial        | 39.400–34.000           |                    |
| Hengelo-Interstadial    | 41.300–39.400           |                    |
| Moershoofd-Interstadial | 48.700                  |                    |
| Glinde-Interstadial     | 51.500                  |                    |
| Ebersdorf-Stadial       | 53.500                  |                    |
| Oerel-Interstadial      | 57.700                  |                    |
| Weichsel- Frühglazial   |                         |                    |
| Schalkholz-Stadial      | 60.000                  |                    |
| Odderade-Interstadial   | 74.000                  |                    |
| Rederstall-Stadial      | ?                       |                    |
| Brörup-Interstadial     | ?                       |                    |
| Amersfoort-Interstadial | ?                       |                    |
| Herning-Stadial         | 115.000                 |                    |
| Eem-Warmzeit            |                         |                    |
|                         | 126.000                 |                    |

Die Frankfurt-Phase ist der zweite Vorstoß des skandinavischen Inlandeises im Weichsel-Hochglazial. Sie datiert in etwa in den Zeitraum 22.000 bis 20.000 v. Chr. und bezieht sich auf die Stadt Frankfurt (Oder).

## Namensgebung und Begriffsgeschichte
Der Begriff Frankfurt-Phase, auch als Frankfurter Vorstoß oder Frankfurter Randlage bekannt, wurde im Jahr 1928 erstmals von Paul Woldstedt in die Fachliteratur eingeführt. Er hatte aber dieselbe Phase 1926 bereits als Posensche Phase bezeichnet, da sie unmittelbar nördlich von Poznań eine markante Endmoräne ausbildet. In Angleichung an die im Alpenraum gebräuchliche Terminologie erfolgte dann im selben Jahr noch eine Umbenennung nach Frankfurter Stadium. Als Typlokalität der Frankfurt-Phase wurde 1929 von Woldstedt die bei Frankfurt an der Oder kreuzende Endmoräne gewählt.

## Geographischer Verlauf
Die Frankfurt-Phase folgt in Dänemark (Jütland) der so genannten Hauptstagnationslinie (engl. Main Stationary Line). In Schleswig-Holstein wird sie durch den Bordesholm-Vorstoß (qw2) repräsentiert. In Mecklenburg-Vorpommern verläuft die Frankfurter Randlage mehr oder weniger parallel zur Endmoräne der Brandenburg-Phase und ist nur wenige Kilometer nach Nordwesten versetzt. Sie zieht vom Süden Lübecks kommend nach Schwerin und dreht dann in die Südostrichtung und erreicht nördlich von Wittstock Brandenburg. Sie nimmt anschließend Kurs auf Oranienburg, durchquert südlich von Eberswalde den Barnim in Richtung Frankfurt an der Oder. In Polen geht sie auf Ostkurs in Richtung Poznań und trifft in Konin im Lobus des Weichselgletschers auf die Randlage der Brandenburg-Phase. Ab hier bildet anstelle der Brandenburg-Phase jetzt die Frankfurt-Phase die maximale Randlage des Weichsel-Hochglazials. Bei Płock erfolgt eine Richtungsänderung nach Nord (Rypin östlich von Toruń), sodann nach Nordost bis Nidzica. Nach Querung des südlichen Masurens findet die Randlage ihre Fortsetzung im Süden Litauens in einer Endmoräne, die dem linken Merkysufer folgt (Žiogeliai-Phase des Grūda-Stadiums). Im nördlichen Belarus geht sie dann in die Bologoe-Endmoräne über und quert schließlich das nördliche Russland in Nordostrichtung, umrahmt Archangelsk und erreicht bei Kojda das Weiße Meer.
Im westlichen Norwegen folgt die Eisrandlage der Schelfkante nach Norden bis Spitzbergen (Inselgruppe), demnach war zu diesem Zeitpunkt der Barentssee-Eisschild noch integriert. Der Britische Eisschild dürfte über die nördliche Nordsee ebenfalls noch mit der Haupteismasse in Verbindung gestanden haben.

## Stratigraphie und Korrelation
Die zum Marinen Isotopenstadium 2 (MIS 2) gehörende Frankfurt-Phase W1F folgt auf die Brandenburg-Phase W1B. Sie wird ihrerseits von der Pommern-Phase W2 abgelöst. Eine Korrelation mit dem Grönland-Stadial 2c (GS-2c) ist wahrscheinlich.
Äquivalente der Frankfurt-Phase sind der Bordesholm-Vorstoß in Schleswig-Holstein und die polnische Poznań-Phase.

## Datierung
Aus Liegendsedimenten extrapolierte Kozarski (1995) für die Frankfurt-Phase ein Radiokohlenstoffalter von 18.800 Jahren v. h., dies entspricht kalibriert (mittels CalPal) 20.615 v. Chr. Marks (2002) ermittelte bei Konin anhand von organischen Ablagerungen ein Alter von < 21.850 v. Chr. und (2005) nördlich von Konin in Sedimenten unterhalb des Außenrandes der Randlage ein Radiokarbonalter von 20.050 v. h. bzw. kalibriert 22.027 v. Chr. Dem Poznań-Stadium wurde ein Radiokohlenstoffalter von 18.400 Jahren v. h. zugewiesen (20.084 v. Chr.), den beiden Rückzugsphasen Chodziez-Staffel und Krajna-Staffel ein Alter von 17.200 Jahren v. h. entsprechend 18.705 v. Chr. kalibriert.

## Kulturelle Entwicklung
Während der Frankfurt-Phase entwickelte sich in Westeuropa die jungpaläolithische Kulturstufe des Solutréens (22.000 bis 18.000 v. Chr.). Kulturelle Neuerungen der als Jäger und Sammler lebenden Menschen waren neben den charakteristischen Blatt- und Kerbspitzen Nadeln aus Knochen, die zum Nähen der Fellkleidung verwendet wurden.

## Laurentidischer Eisschild
In etwa zeitgleich mit der Frankfurt-Phase erlebte der Laurentidische Eisschild in Nordamerika seine größte Expansion am Lake Michigan mit der Shelby-Phase, deren Alter als 19.340 bis 19.680 Radiokohlenstoffjahre bestimmt wurde, kalibriert entspricht dies 21.161 bis 21.561 v. Chr. Am Lake Huron erfolgte der Maximalvorstoß um 22.000 v. Chr. und erreichte mit der Hartwell Moraine der Miami Sublobe fast Cincinnati. Generell wurde dann mit dem Letzteiszeitliches Maximum 2 (LGM-2) um 19.000 v. Chr. die Maximalausdehnung des Laurentidischen Eisschildes erreicht.